# 兹德拉芙卡·约尔丹诺娃
兹德拉芙卡·约尔丹诺娃（1950年12月9日—），保加利亚女子赛艇运动员。她曾代表保加利亚参加1976年和1980年夏季奥林匹克运动会赛艇比赛，其中1976年奥运会获得一枚金牌。